# Caladrius
《Caladrius》（又译作）是由MOSS於2013年4月25日在Xbox 360發售的捲軸射擊類型遊戲，2013年9月30日街機版《Caladrius AC》上市。後來在PlayStation 3於2014年8月28日發售追加新要素的《Caladrius  BLAZE》，並且陸續移植到PlayStation 4、Windows、任天堂Switch平台上。

## 外部連結
- 官方網站 （页面存档备份，存于）（日語）
- PS4/NS版官方網站 （页面存档备份，存于）（日語）
- 英文版官方網站 （页面存档备份，存于）（英文）